# Шарп, Дон
Дональд Херман «Дон» Шарп (англ. Donald Herman "Don" Sharp; 19 апреля 1922 или 19 апреля 1921, Хобарт — 14 декабря 2011 или 18 декабря 2011, Корнуолл, Юго-Западная Англия) — британский режиссёр и сценарист, менее известен как актёр и продюсер.

## Биография
Дональд Херман Шарп начал свою актёрскую карьеру по приезде в Англию после Второй мировой войны, где он служил в ВВС Австралии. В середине 1950-х годов он стал кинорежиссёром, снимаю главным образом фильмы со скромным бюджетом и мюзиклы. Его самые известные работы были созданы в следующие два десятилетия. В 1964 году в «Колдовстве» Дона Шарпа, как он именовался в титрах, сыграл Лон Чейни — звезда классической серии фильмов ужасов студии Universal. В это же время Шарт снял сразу несколько классических фильмов ужасов для компании Hammer, включая фильм «Поцелуй вампира», два первых фильма из серии о Фу Манчу (новые экранизации романов Сакса Ромера: «Лицо Фу Манчу» (1965) и «Невесты Фу Манчу» (1966)), а также фильм «Распутин, безумный монах» (1966), последние три с Кристофером Ли в главной роли. Кроме того в 1966 году режиссер выпустил в свет хичкоковский триллер «Наш человек в Марракеше» («Паф! Паф! Ты мёртв»), где сыграли крупные европейские актеры того периода (Тони Рэндалл, Сента Бергер, Херберт Лом, Клаус Кински и Терри-Томас). Дон Шарп также отвечал за крупномасштабные постановки в качестве второго режиссёра (например в такой картине, как «Воздушные приключения»). 
В 1970-е годы Шарп несколько отошел от костюмированной эстетики хаммеровского кино, сняв два неординарных фильма ужасов, которые в дальнейшем получили статус культовых «Психомания» (1973, последний фильм Джорджа Сандерса) и «Тёмные места» (1973 с Кристофером Ли и Джоан Коллинз в главных ролях). В конце 70-х Шарп отходит от жанров мистики и ужасов и снимает англо-канадский приключенческий триллер «Медвежий остров» (1979), свободную экранизацию одноимённого романа Алистера Маклана (в картине снялись Дональд Сазерленд, Ванесса Редгрейв, Ричард Уидмарк, Кристофер Ли и Ллойд Бриджес). Кроме того Шарп работал и для телевидения, сняв некоторые эпизоды известных тогда в Англии сериалов. Последней крупной работой Дона Шарпа в кино стала картина «Слёзы под дождём» с Шэрон Стоун в главной роли.

### Личная жизнь и смерть
Дон Шарп впервые женился в 1945 году. Его избранницей стала австралийская актриса Гвенда Уилсон. В 1956 году режиссёр женился на актрисе Мэри Стил. От этого брак на свет появились два сына и дочь. Второй сын, продюсер Massive Attack Джонни Доллар, продолжил дело отца. Шарп умер 14 декабря 2011 года после сердечного приступа в больнице.

## Избранная фильмография

### Режиссёр
- 1957: «Золотой диск»
- 1959: «Профессионалы» («Скотленд-Ярд знал это!»)
- 1962: «Поцелуй вампира» («Вампирический поцелуй», «Поцелуй зла»)
- 1963: «Дьявольские пираты» («Пираты дьявола»)
- 1964: «Колдовство»
- 1965: «Лицо Фу Манчу»
- 1966: «Распутин, безумный монах»
- 1966: «Наш человек в Марракеше» («Паф! Паф! Ты мёртв»)
- 1966: «Невесты Фу Манчу»
- 1967: «Ракета на Луну»
- 1971: «Психомания»
- 1973: «Тёмные места»
- 1973: «Callan»
- 1974: «Hennessy»
- 1978: «39 ступеней» (Тридцать девять шагов)
- 1979: «Остров Медвежий[англ.]» (Остров медведей)
- 1983: «Тайна Призрачных пещер» (Что ждет ниже)
- 1989: «Слёзы под дождём»

### Сценарист
- 1964: «Дует горячий ветер»